# Turkey, North Carolina
Turkey är en ort i Sampson County i delstaten North Carolina, USA.